# Restrepo (Valle del Cauca)
Restrepo es una población colombiana ubicada en la cordillera occidental, en el centro del departamento de Valle del Cauca. En su territorio se encuentra parte del Embalse del Calima. 
Su economía se basa en la agricultura, destacándose en café y piña; como también en ganadería. Además, allí se conservan grandes vestigios de la cultura Calima. 

## Toponimia
El nombre de Restrepo para honrar la memoria del doctor Carlos E. Restrepo, presidente de Colombia durante el periodo 1910 a 1914 y de su ilustre antecesor José Félix Restrepo, prócer de la independencia. 

## Límites
Limita por el norte con el Municipio de Calima; por el oriente con Vijes y Yotoco; por el sur con Vijes y La Cumbre, y por el occidente, con La Cumbre y Dagua.

## División político-admnistrativa
Además de su cabecera municipal. Restrepo tiene bajo su jurisdicción los siguientes centros poblados:
- La Independencia
- San Salvador

### Veredas
Además, de las veredas: Santa Rosa, La Llama, La Palma, Madroñal, Riobravo, Román, Aguamona, La Guaira.

## Historia
Fue fundada en 1913 por Anselmo Rendón, Nicanor Grisales y otros colonos en el sitio denominado El Tránsito, cuyas tierras fueron cedidas por don Julio Fernández Medina. Recibió el nombre de La Culebrera, puesto que a la llegada de los colonos antioqueños y caldenses, era muy común encontrar muchos ofidios en las labores del campo, luego cambió a Restrepo.
Posteriormente por Ordenanza n.º 23 de 1924, la cabecera de Vijes se trasladó a Restrepo, cambiándosele el nombre por el de Conto hasta 1925, cuando la Ordenanza n.º 30 dividió el municipio en dos, creando el de Restrepo. En 1936, la Ordenanza n.º 34 le dio nuevamente el nombre de Conto, finalmente, en 1941 recibió el nombre definitivo de Restrepo.

## Geografía

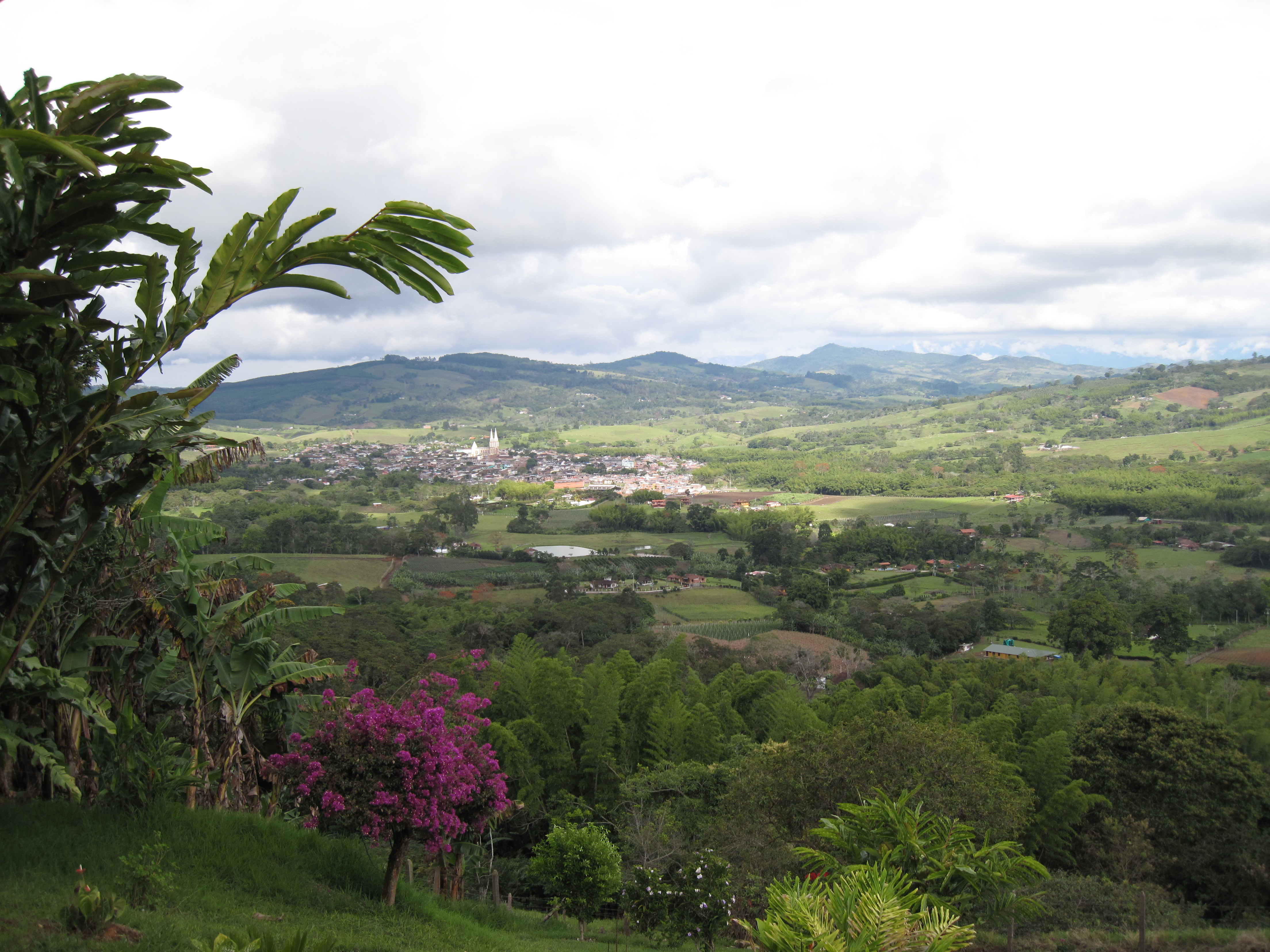
Restrepo.

La mayor parte del territorio es montañoso y su relieve corresponde a la vertiente oriental de la Cordillera Occidental de los Andes. Entre los accidentes orográficos se destacan las cuchillas de Calima y los cerros Chancos, situados en los límites con el Municipio de Calima. en su territorio se encuentran pequeños valles interandinos, como el de Aguamona, Santa Rosa y San Pablo, que presentan un clima templado que oscila entre los 14 °C y 28 °C grados, estos valles son rodeados por pequeñas elevaciones montañosas que no superan los 1700 m s. n. m. Su territorio es recorrido por un pequeño riachuelo llamado Aguamona, desde el extremo nororiental en el valle de El Dorado en Yotoco, hasta el suroccidente en donde vierte sus aguas al llamado Río Grande en límites con el municipio de Dagua. En la vía que conduce al municipio de La Cumbre se encuentra el Enclave Subxerofitico único en Colombia y segundo en el mundo junto al Enclave ubicado en Puerto Rico.

### Pisos térmicos
Sus tierras se distribuyen en los siguientes pisos térmicos: 
Cálido 15 km².; Medio 107 km². y Frío 13 km²., regadas por el río Grande y numerosas corrientes menores.

## Datos de interés
El plano del municipio de Restrepo (Valle del Cauca) fue elaborado bajo la dirección de Julio Fernández Medina, cuyo modelo seguía el parámetro de la Cuadrilla Castellana. Sus manzanas en cuadrícula perfecta 50 por 50 m², como así consta en la escritura de fundación.

## Símbolos

### Himno de Restrepo
| Letra: Marco Antonio Rendón V. Música: Arcey Ramírez Aprobado: Decreto Nº 018 Junio 6 de 1979 Coro De Restrepo cantemos su gloria de sus hombres su audacia y valor de sus hechos sublimes la historia del progreso su grande rumor. |  | I Como el ave que habita orgullosa en la cima de abrupta montaña así vive triunfante y dichosa de Restrepo en el ande su hazaña. II Se perfila en sus hijos honrados el afán del trabajo tenaz y sus almas con santos cuidados a su pueblo legaron la paz. |  | III En su historia la más bella historia, que cantaron los pueblos jamás ella narra sus hechos de gloria que diademan su frente y su faz. lv En su nervio de estirpe antioqueña hay pujanza de sangre andaluz, y a su paso la fértil montaña, se desploma y fulgura su luz. |  |  |

|              | Norte: Calima Darién |                    |
| Oeste: Dagua |                      | Este: Yotoco Vijes |
|              | Sur: La Cumbre       |                    |

## Servicios públicos
- Energía Eléctrica: Celsia, es la empresa prestadora del servicio de energía eléctrica.
- Gas Natural: Gases de Occidente es la empresa distribuidora y comercializadora de gas natural en el municipio.